# Сиан Каан (биорезерват)
Биосферният резерват Сиан Каан (на испански: Sian Ka’an) е национален парк на Мексико. Намира се в района на Ривиера Мая, полуостров Юкатан. Името произхожда от езика на маите и означава смислово Място, където е родено небето. От 1987 г. паркът е включен в списъка в Списъка на световното културно и природно наследство на ЮНЕСКО.
Паркът има обща площ от 5.280 км², състоящи се от екваториални и тропически гори, влажни зони, крайбрежни и морски екосистеми. През 1994 г. под защита са поставени още 1000 км², намиращи се южно от парка. Тази област е наречена „Зона за флора и фауна, Uaymil“, но не принадлежи директно на биосферния резерват.
Има пет официални и контролирани входове към защитената област. Контролът на достъпа и стопанисването са възложени на федералната служба за околна среда и ресурси (SEMARNAT).

## Флора и фауна
Съгласно доклад на Юнеско в резервата са разположени средновисоки тропически сухи гори и широколисти тропически гори, савани с палми, блата със солена и сладка вода, мангрови гори и дюни. Общо през 1999 г. са открити 4,000 вида растения и 28 бозайника, включително ягуар, пума и централноамерикански тапир. Във водните басейни живеят различни морски птици и дъждосвирцоподобните (Charadriiformes). В лагуните, каналите, морските заливи и кораловите рифове има богат животински свят.

## Археологични обекти
В националния парк се намерени до момента около 20 археологични обекта. Това са обекти, свързани с маите от 13 до 16 век. Най-известният е Muyil (Chunyaxché). Руините на Muyil се намират на около 200 км. южно от Тулум.